# Lacsia
A Lacsia (Lajia) régészeti lelőhely egy feltehetően több mint 4000 évvel ezelőtt, a mai Csinghaj (Qinghai) tartomány északnyugati részén létezett késő neolitkori település. A Csicsia-kultúra (Csicsia (Qijia) település) egyik lelőhelye, innen került elő a legrégebbi ismert tészta maradványa.

## Jellemzői
A régészeti lelőhelyet mai Hajtung (Haidong) (海東) körzetben található Minho (Minhe) (民和) járásában tárták fel a kínai régészek 2000-ben. A teljes alapterülete mintegy 20 000 négyzetméter. A vizsgálatok arra utalnak, hogy a több mint 4 000 évvel ezeőtt létezett közösséget földrengés és az azt követő árvíz pusztíthatta el. A szenzációnak számító felfedezés 2005 októberében került elő, amikor is a régészek a világ legrégebbi tésztamaradványaira bukkantak.